# Bódog Beck
Bódog Beck (Budapest, 1871 – New York, 1º gennaio 1942) è stato un medico ungherese, esperto di apiterapia.
Beck fu affascinato dalle api già da ragazzo. Giovanissimo raccoglieva da solo il miele delle sue arnie. La sua passione per le api sarebbe durata tutta la vita, e lo avrebbe portato ad una profonda esplorazione di tutti gli aspetti del loro mondo.
Prestò servizio nell'esercito austro-ungarico durante la prima guerra mondiale, alla fine della quale emigrò negli Stati Uniti, trasferendosi a New York.
All'inizio degli anni '30 si affermò come medico tra l'élite della parte nord-orientale della città.
Nonostante lavorasse come medico generico in un locale ospedale, il Saint Mark, il suo primo amore era stato l'apiterapia, e fu a questa disciplina che si dedicò assiduamente fino alla morte.
Nel 1935 pubblicò il libro Bee Venom Therapy, con l'ambizioso obiettivo di presentare sistematicamente tutto ciò che si sapeva sull'apiterapia, sia a livello teorico che pratico.
Beck si fece carico di raccogliere l'esperienza dei colleghi di tutto il mondo e delle varie epoche. Molti articoli furono rintracciati tra la letteratura scientifica, altri tra la stampa, molti casi gli furono inviati da apicoltori che riempirono un questionario distribuito da alcune riviste specializzate.
Beck affermò nel libro come a suo dire il veleno d'api potesse funzionare nei casi di reumatismi, artrite, artrosi e dolori muscolari, con le relative controindicazioni e con la necessità di effettuare dei test allergologici preventivi.
Bee Venom Therapy fu pubblicato per la prima volta da un editore di New York, D. Appleton Century Company.
Il libro fu successivamente ristampato solamente nel 1981, dall'osteopata L. A. Doyle, di Osage (Stati Uniti, Iowa). Da allora il libro è stato ristampato diverse volte.